# Frank Castorf
Frank Castorf (17 de julio de 1951, Berlín, Alemania) es un director de teatro alemán y director artístico de la Volksbühne Berlin am Rosa-Luxemburg-Platz desde 1992. Es considerado uno de los grandes nombres del Teatro Posdramático mundial y si ha lanzado en su carrera como un hijo del régimen totalitario de la RDA. Es conocido como un “destructor” de obras clásicas y creador de espectáculos que se caracterizan por la provocación, por el juego con la realidad, por la ausencia de una narratividad lineal y de interpretaciones conclusivas.
Desde finales de los años setenta, trabaja como director en varios teatros de la RDA y ya un poco antes de la caída del muro de Berlín en 1989, llega a ser invitado a hacer algunas producciones en teatros de renombre en Alemania Occidental. Entre sus famosas adaptaciones de esta época están obras de Goethe, William Shakespeare, Gotthold Ephraim Lessing, Henrik Ibsen, Mijaíl Bulgákov, Friedrich Schiller, Bertolt Brecht y varias adaptaciones de Heiner Müller. La estética provocativa de su trabajo esta ligada a sus preocupaciones políticas, principalmente enfocada en el tema marxista del sometimiento de la case obrera bajo el capitalismo.
En 1992, Frank Castorf es nombrado director artístico de la Volksbühne, donde desde entonces viene siendo un director enormemente productivo. Además, dirige producciones teatrales como invitado en teatros de Basilea, Zúrich, Estocolmo, Viena, Copenhague, São Paulo, y Hamburgo. Para sus adaptaciones teatrales él utiliza como fuentes de texto las novelas de autores como: August Strindberg, Fiódor Dostoyevski y Louis-Ferdinand Céline, Alfred Döblin, Anthony Burgess, Frank Norris, Franz Kafka, Alexandre Dumas y Balzac. Sus producciones incluyen obras de Arnolt Bronnen, Eurípides, Sófocles, William Shakespeare, Samuel Beckett, Friedrich Hebbel, Trolle, Jelinek, y Tennessee Williams, Eugene O'Neill, Sartre, Nelson Rodrigues, Friedrich von Gagern, Walter Mehring, Horváth y Molière; otras fuentes son también las novelas y cuentos de Andersen, Kästner, Gotthelf, Kleist y Chejov.
En 2013, Frank Castorf produjo la puesta en escena de El Anillo del Nibelungo de Richard Wagner para el Festival de Bayreuth (dedicado en exclusiva al compositor), en el Bicentenario del nacimiento del compositor, dirigido musicalmente por Kirill Petrenko. Mientras la parte musical fue alabada unánimemente por la crítica, Castorf cosechó, en el saludo final de solistas, coro, director de orquesta y equipo escénico, diez minutos de abucheos, al trasladar la historia a la lucha por el petróleo en el siglo XX. Esta producción actualmente está en cartel.
Hace poco, Frank Castorf ha renovado contracto con la Volksbühne hasta 2016.

## Juventud
Frank Castorf nace en 1951, en el Berlín Este, miembro de una familia de clase media bien situada en la RDA. Su padre administra una tienda propia de persianas durante todo el periodo comunista.
De 1969 a 1970, Castorf hace un curso como aprendiz en Deutsche Reichsbahn, compañía estatal de ferrocarriles que existió en la República Democrática Alemana. Después de completar el servicio militar en tropas fronterizas, en 1972 se matricula como estudiante de ciencias teatrales en la Universidad Humboldt, en Berlín, donde se va a interesar por el movimiento surrealista y dadaísta. Allí ya se destaca por crear polémicas a clase. Es un apasionado de los Rolling Stones y de los cómics de Donald Duck.

## Trayectoria Teatral

### Primeros años
Del 1976 al 1979, trabaja como dramaturgo en el Teatro Senftenberg, donde empieza sus primeros intentos en la dirección. En el año de 1978 realiza su primera producción basada en un collage de citas de Brecht.
En el 1979 pasa a dirigir el Stadttheater Brandenburg, donde enfrenta un problema judicial por chocarse con las directrices de la SED. El tono que Castorf da al texto de Karl Grünberg, “The steel flows like gold”, obra sobre la reconstrucción socialista de la RDA,  lo lleva a juicio.
Gregor Gysi, un abogado en aquel entonces y hoy un conocido político, logra ganar el caso de Castorf, pero no puede evitar la decisión consiguiente de las autoridades de mandarlo a la provincia de Anklam, donde pasa a llamar la atención como el director de un pequeño teatro, el Teatro Anklam,  entre los años de 1981 y 1985.

### Theater Anklam
El Teatro Anklam no era solo otro de los teatros subsidiados por el gobierno; subordinado a los funcionarios administrativos SED, era el lugar donde los directores que causaban algún tipo de incomodo a las autoridades eran trasladados. Se consideraba que allí no podrían ofrecer ningún riesgo al sistema ya que se estaba ubicado en un pequeño pueblo desconocido para la mayoría de los habitantes de la RDA y aún más en el extranjero.
Dada la falta completa de reputación del teatro, uno tenía libertad para cualquier posible desarrollo conceptual, al no tener que seguir una tradición teatral o estética específica que pudiera haber caracterizado el teatro anteriormente.
Su primera producción en el Anklam es Otelo, de Shakespeare. La obra es interpretada en una penumbra con el diálogo susurrado en inglés. La producción atrae la atención y es condenada por la Stasi, la cual considera el tratamiento ofensivo a Shakespeare y al público, acusándole, principalmente, de minar con la política cultural socialista.
Actores y directores, incluyendo personalidades como Fritz Marquardt, organizan viajes de fin de semana a Halle, Gera, Chemnitz, Berlín, para contemplaren las producciones teatrales del director.
Una de las imágenes más memorables de los años de Anklam, fue proporcionada en la adaptación de Castorf de la obra de Heiner Müller, La Misión, en 1984. El escenógrafo Harmut Meyer construye en la parte posterior del escenario una puerta que, de hecho, se abría al aire libre real. La salida de escena del protagonista por esa puerta, una salida que no está en el texto de Müller, lleva el público interpretar como la expresión del deseo de apertura política y artística que no era fácil de encontrar en el teatro alemán de aquel entonces.
El apogeo de los años de Anklam se da en 1984 con la adaptación de la obra de Ibsen Casa de muñecas, en alemán intitulada “Nora”. El contenido político era menos evidente comparado a sus trabajos más tempranos y menos, directamente, ofensivo a las autoridades. A pesar de eso era todo menos una lectura tradicional. La pieza teatral empieza silenciosa pero, la Nora de Castorf, interpretada por Silvia Rieger, luego demuestra sus desilusiones y histerias, cantando fragmentos de canciones de los Rolling Stones (una de las fuentes favoritas de Castorf). El suceso de esta obra abre las puertas de otros teatros para Castorf.

### Entremedio entre Anklam y Volksbühne
Los años entre 1986 y 1988 se caracterizan por Castorf vagando de teatro en teatro, primero en la RDA y, posteriormente, en la RFA y Suiza.
El hecho de Castorf empezar su carrera de director haciendo relecturas chocantes de los clásicos y las reportaciones policiales de la RDA sobre su trabajo, establecen su reputación como un joven director inusual y de grande imaginación.
En 1986 presenta otra obra de Heiner Müller intitulada Obra de Construcción en el teatro Karl-Marx-Stad (actualmente el Theater Chemnitz), en una producción que va en contra de lo establecido convencionalmente, creando hasta mismo reverentes puestas en escena que representaban la fundación del comunismo. Como siempre, Castorf rompe la acción con intervenciones musicales, secuencias de danza (inspirados en el trabajo que Pina Bausch hacía en el Oeste) y escenas largas de silencio e inacción que llegaban a durar cerca de tres horas y media. Las obras de grande extensión, la música rock n’ roll, el hecho de permitir actuar a la gente que no era profesional y el uso de medios audiovisuales se tornaron características del trabajo de Castorf.
Es en 1989, un poco antes de la queda del muro, Castorf recibe el permiso de la RDA para hacer sus primeras producciones en el Oeste. Se presenta con versiones de Hamlet (William Shakespeare), Ajax (Sófocles) y Miss Sara Sampson (Gotthold Ephraim Lessing) en las ciudades de Colonia, Basilea y Múnich. Sus producciones iconoclastas no son bien recibidas en el Oeste, siendo definidas como demasiado crudas o inocentes para el gusto de la Alemania Oeste.
La obra Miss Sara Sampson, aunque repleta de controversias, le pone en el mapa del teatro alemán, recibiendo la primera invitación para participar del prestigioso festival de teatro anual de Berlín, el Theatertreffen.
La creciente reputación de Castorf como uno de los más provocativos de la nueva generación de directores alemanes se consolidó con la invitación a participar en el Berlín Theatertreffen en 1991, por la relectura de la obra de Ibsen John Gabriel Borkman realizada en el Deutsches Theater,  y en 1992 con El Rey Lear de Volksbühne.
Su primera presentación en el teatro Volksbühne fue con una relectura del clásico alemán de Schiller Los Bandidos. En la producción de Castorf, esa obra se convierte en un réquiem para la salida de la DDR y en un grito de frustración e indignación por la promesa fallida del Este y Oeste.

### Volksbühne

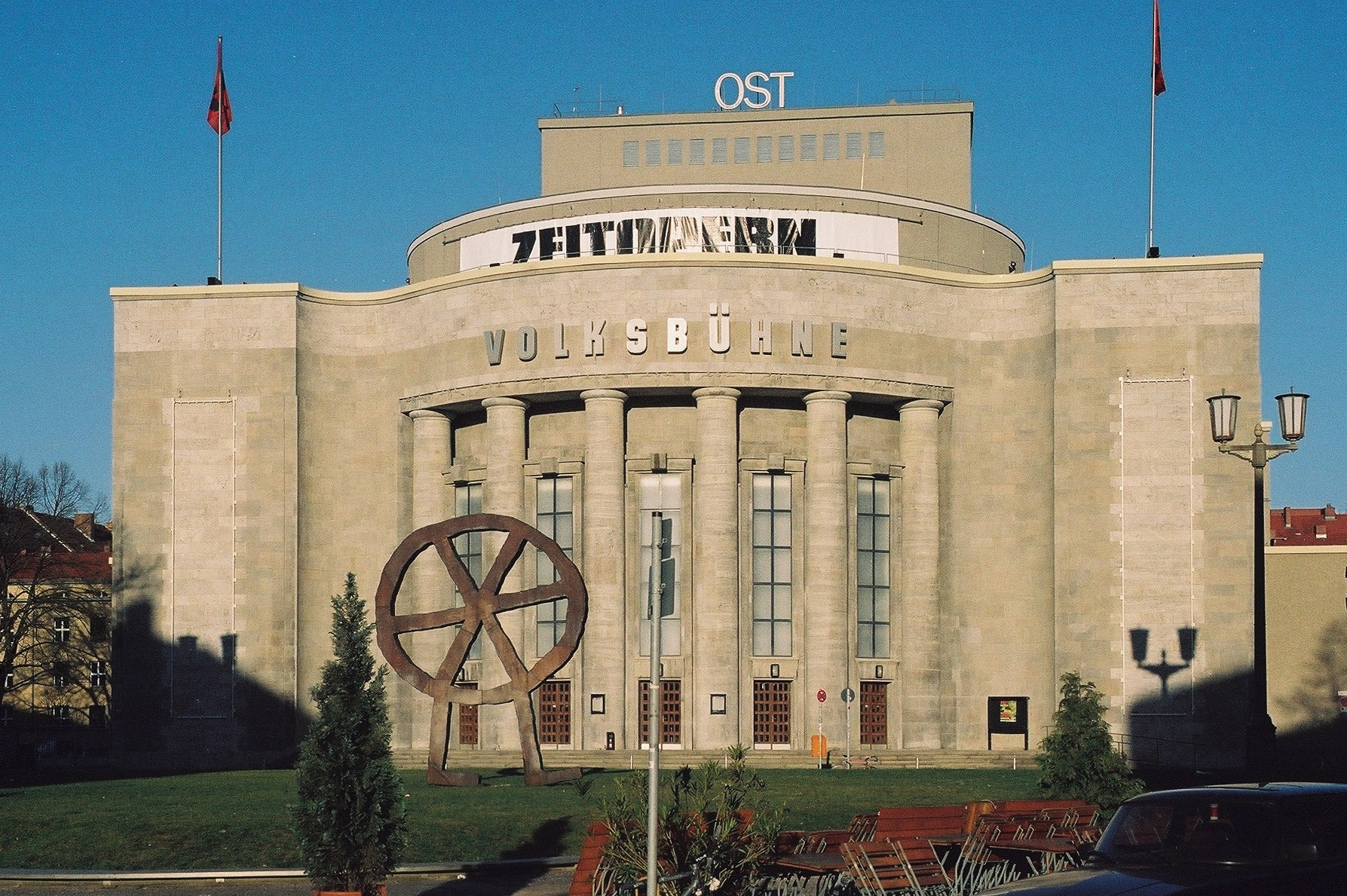
Volksbühne, Berlín.

#### Post-Unificación
En los años posteriores a la unificación, el mundo cultural de Berlín sufre un problema de ajustamiento. Antes de la división entre RDA y RFA, los teatros estaban concentrados en la parte Este, obligando que el Oeste construyera instituciones correspondientes en su lado del muro. Lo que sucede es que después de la unificación, hay mucho más salas de teatro de lo que el gobierno tiene capacidad de subsidiar.
Una serie de teatros importantes son amenazados de cierre, entre ellos el Volksbühne (también conocido por “El Teatro del Pueblo”), a pesar de haber sido una de las principales salas de teatro de Alemania, habiendo sido dirigida por figuras como Max Reinhardt y Erwin Piscator. Después de la salida del director artístico Benno Besson, la Volksbühne entra en decadencia.
Cuando el gobierno del post-muro empieza a buscar maneras para direccionar el superávit de los teatros de Berlín, el teatro Volksbühne es el primer candidato para el cierre. Esa difícil misión es dada, en 1991, al Ministro de la Cultura de Berlín, Ulrich Roloff-Momin y al asesor de teatro del Senado Alemán, Ivan Nagel, que consideran el Volkbühne, la sala de teatro en peor condición en toda ciudad. Entretanto, en lugar del el cierre absoluto, Nagel y Roloff-Momin proponen una alternativa radical: hacer un forzado intento de renovación bajo la dirección de Frank Castorf, el joven director más controvertido de Berlín.  Nagel afirma "En tres años o bien estarán muertos o famosos".
El alma innovadora y la valentía de Castorf eran los ingredientes ideales para crear un teatro contemporáneo, político y relevante. La ubicación del Volksbühne también era perfecta para eses objetivos: ubicada en pleno corazón de la Berlín Este, en una zona asociada a la marginalización, artistas emergentes, mendigos y desempleados. Castorf extendió la mano a esa población, aprovisionando soporte para trabajadores de teatro de esta zona, ofreciendo precio reducido o mismo entradas libres para trabajadores y estudiantes, y haciendo performances en la calle para aproximar el público al nuevo enfoque del teatro.
Preocupado con el capitalismo “despiadado y sin alma”. de la Alemania Occidental, Castorf busca mantener viva las raíces orientales del teatro para defender los valores del marxismo clásico. En la fachada de la Volksbühne, pone el “OST” (Este) e incluso mantiene el retrato de Stalin, de los días de la RDA, colgado en el lobby del teatro.
Debido a su política y sus reelaboraciones “desconstrucionistas” de los clásicos que chocaban los espectadores más conservadores, el Volksbühne se convierte en la principal sala de teatro para cualquier persona que quisiera estar en día con el teatro alemán.

#### Consolidación
El primer año, es considerado el año de consolidación de la carrera de Castorf junto a Volksbühne. Ocho producciones son montadas en el escenario principal de la casa, cuatro de ellas dirigidas por Castorf: El Rey Lear (William Shakespeare), Rheinische Rebellen (Arnolt Bronnen), La Naranja Mecánica (Anthony Burgees), Alcestis (Euripides).
La elección de esas obras enseñan todo el deseo en representar la ruptura social y las tensiones post caída del muro en el Este, lo que se reflejaba, no solo en las imágenes violentas y chocantes interpretadas en el escenario, pero también en el bombardeo de música rock, en la repetición casi que obsesiva de palabras y frases y en la incorporación de materiales fílmicos y materiales verbales de una gran variedad de fuentes contemporáneas e históricas. Características que se convertirían en marcas del trabajo de Castorf.
Con su producción de apertura, El Rey Lear, Castorf es invitado por segunda vez para el Berlín Theatertreffen, y por la segunda producción presentada en esta temporada, Rheinische Rebellen, él es el primer director premiado con el Friedrich Luft Prize, premiación creada, en el año anterior, por el periódico Berlín Morgenpost para honrar ‘la mejor producción de teatro de Berlín del año'.
La temporada de 1992, cuenta con la participación de cuatro de los principales directores experimentales de la Alemania contemporánea: Andreas Kriegenburg, Cristopher Marthaler, Christoph Schlingensief y el escocés era Jeremy Weller; todos muy diferentes en el enfoque, pero con el atrevimiento, la imaginación y el compromiso político de Castorf. Las cuatro producciones dirigida por esos jóvenes dramaturgos, representan, en grande parte, la situación actual en el antiguo Berlín Este.
Castorf sigue la misma formula en las temporadas posteriores: dirige cuatro de las producciones del escenario principal, y las otras cuatro obras son dirigidas, muy a menudo, por Mathaler y Schlingensief, y en las tres primeras temporadas por Kriegenburg. Este último acaba por denunciar el teatro deconstructivo de la Volksbühne como “famoso y muerto”, pasando a dirigir el Teatro Hanover.
En 1995, Kriegenburg es sustituido por el coreógrafo Johann Kresnik. Aunque fuera de una generación anterior a de Castorf y sus compañeros, su trabajo con la danza se aproximaba mucho a lo que ellos hacían en el teatro. Uno de los fundadores del German Tanztheater, Kresnik es conocido por trabajos violentos con fuertes connotaciones políticas, como seu Macbeth (1988) y su Ulrike Meinhof (1990).
Otro acontecimiento importante de 1995 es la apertura de un escenario alternativo en el Prater, la cervecería con terraza más antigua de Berlín, que se encuentra no muy lejos de la Volksbühne. Desde el inicio de su cargo de director, Castorf había utilizado un pequeño espacio alternativo en el tercer piso del teatro para producciones más íntimas, pero el Prater proporciona una opción más flexible. Las primeras producciones realizadas en este espacio son al aire libre, pero pronto se construye un edificio en el mismo terreno, convirtiendo el Prater en una extensión importante de la actividad Volksbühne.
En una actividad paralela a sus producciones en el escenario principal, Kresnik, Marthaler, Schlingensief y Castorf dirigen allí, entre 1995 y 1999, pero la función principal del Prater era exhibir el trabajo de jóvenes directores que todavía estaban estableciendo una reputación.
En el resto de la década de noventa, fueron estos cuatro directores que dominaron las temporadas Volksbühne y, de hecho, el teatro de Berlín en general. Aun así, son la presencia y el teatro de Castorf que dominan el teatro contemporáneo alemán.

#### Nueva Etapa Creativa
Después de haber logrado gran éxito artístico para sí y para la Volksbühne, principalmente a través de sus interpretaciones “deconstructivas” de los clásicos de Ibsen, Shakespeare y Schiller, Castorf se vuelve hacia obras más contemporáneas.
Castorf empieza a trabajar textos de Sartre y Camus, haciendo una conexión del sentimiento del absurdo en la literatura de la posguerra de Francia, con la sensación de vacío que Castorf siente en la era posterior a la guerra fría. En su producción de 1998, Las manos sucías de Sartre, Castorf agrega, al texto del autor, discursos contemporáneos y otros materiales de la Guerra de Bosnia, dándole poderosas resonancias actuales.
La temporada 1999/2000 resulta en la transición en la carrera de Castorf. De Sartre, Castorf pasa a Camus, sugiriendo, en la teatralidad nihilista de Calígula, una especie de paralelo a su propia búsqueda desesperada de significado a través de la transgresión en el nuevo orden mundial del capitalismo tardío post-socialista.
Más tarde las producciones van en una dirección relacionada pero, al mismo tiempo, muy diferente, principalmente en lo que dice respecto a la puesta en escena. La primera obra que marca esta nueva etapa se basó en su dramática relectura de Los endemoniados de Fiódor Dostoyevski, intitulado "Los Demonios", título alemán de la novela (Die Dämonen).
“Los Demonios” (título alemán de la novela “Los poseídos” de Dostoyevski), inaugura una nueva y distinta fase en el trabajo de Frank Castorf. No filosóficamente, porque mantuvo su posición crítica sobre las realidades políticas y económicas, sino en relación con el tema y la técnica de presentación. Ahora el trabajo de Castorf se basa en novelas, principalmente la novela rusa. Todavía más sobresaliente es el cambio de enfoque, que consiste en el uso constante de filme y video y en el tipo de espacio escénico.
El trabajo del jefe de diseño, Bert Neumann, es muy importante en este sentido. Neumann viene, traído por Castorf, al Volksbühne en 1992. Él y Castorf juntos crean la nueva imagen de performance de la Voksbühne.
La adaptación de Dostoyevski  posibilita el surgimiento de dos marcas del trabajo de Castorf que hasta hoy siguen en uso: el bungaló de Neumann y el largo tiempo de las escenificaciones.
El bungalow de ladrillo idealizado por Neumann, montado dentro del escenario en una plataforma giratoria, posibilita al público diversos puntos de vista. Para que los espectadores puedan ver la acción dentro del bungalow, hay una ventana y una puerta que permanecen abiertas. También son proyectadas imágenes captadas por una camera instalada dentro del recinto en una pantalla gigante puesta encima del bungaló.
La producción de estas adaptaciones novelísticas son largas, casi cinco horas de actuación llenas de una fantasmagoría de los personajes, cuyas múltiples interacciones no proporcionan ninguna trama coherente, sino más bien un collage de impresiones políticas y psicológicas, pasando por momentos extrema teatralidad.
La experimentación espacial y visual de Castorf y Neumann continuó expandiéndose en las adaptaciones actuales de Dostoyevski El idiota (2002), de Bulgákov El maestro y Margarita (2002) y de Eugene O'Neill A Electra le sienta bien el luto (2003). En el El Idiota, por ejemplo, el público fue puesto en los distintos niveles de una torre abierta construida en el gran escenario giratorio del teatro.
Otro colaborador importante en esas primeras producciones del siglo XXI es el diseñador de vídeo Jan Speckenbach, que acaba siendo un miembro importante en el equipo creativo Castorf-Neumann.

## Selección de Producciones
- 2014 - El maestro constructor de Henrik Ibsen, Volksbühne, Berlín
- 2013 - El Anillo del Nibelungo de Richard Wagner, Festival de Bayreuth, en el Bicentenario del nacimiento del compositor
- 2013 - La prima Bette de Honoré de Balzac, Volksbühne, Berlín
- 2013 - Viaje al fin de la noche de Louis-Ferdinand Céline, Residenztheater, Múnich
- 2012 - La posadera de Fiódor Dostoyevski, Volksbühne, Berlín
- 2012 - América de Franz Kafka, Schauspielhaus, Zúrich
- 2012- La Marquise d'O de Heinrich von Kleist, Volksbühne, Berlín
- 2011 - Kasimir and Karoline de Ödön von Horvath, Residenztheater, Múnich
- 2011 - Der Spieler de Fiódor Dostoyevski, Festival de Viena, Coproducción con Volksbühne, Berlín
- 2010 - Los Soldados de Jakob Michael Reinhold Lenz, Volksbühne, Berlín
- 2009- Medea de Seneca, Volksbühne, Berlín
- 2009 - Amanullah de Nach Franz Arnold/Ernst Bach, Volksbühne, Berlín
- 2008 -  Kean ou désordre et génie comédie en cinq actes par Alexandre Dumas et Die Hamletmaschine par Heiner Müller de Alexandre Dumas/Heiner Müller, Volksbühne, Berlín
- 2008 - Hunde - Reichtum ist die Kotze des Glücks de Frank Castorf, Volksbühne, Berlín
- 2007 – Emilio y los Detectives de Erich Kästner, Volksbühne, Berlín
- 2007 - Nord de Louis-Ferdinand Céline, Volksbühne, Berlín, coproducción con Festival de Viena
- 2006 - En la selva de las ciudades de Bertolt Brecht, Volksbühne, Berlín
- 2005 – Los maestros cantores de Núremberg de Richard Wagner, Grand Théâtre, Luxemburgo
- 2004 -  La reina de las nieves de Hans Christian Andersen, Volksbühne, Berlín
- 2004 - Codicia de Frank Norris, Ruhrfestspiele
- 2003 – Forever Young de Tennessee Williams, Wiener Festwochen
- 2002 – El maestro y Margarita de Michail Bulgakov, Volksbühne, Berlín,
- 2002 – El idiota de Fiódor Dostoievski, Volksbühne, Berlín
- 2001 - Humillados y ofendidos de Fiódor Dostoievski, Volksbühne, Berlín
- 2000 –  Un tranvía llamado deseo de Tennessee Williams, Volksbühne, Berlín
- 1999 - Demonios de Fiódor Dostoievski, Volksbühne, Berlín
- 1998 – Las manos sucias de Jean-Paul Sartre, Volksbühne, Berlín
- 1997 – Los tejedores de Gerhart Hauptmann, Volksbühne, Berlín
- 1996 – El general del diablo de Carl Zuckmayer, Volksbühne, Berlín
- 1996 – El señor Puntila y su criado Matti de Bertolt Brecht, Deutsches Schauspielhaus Hamburg
- 1995 – Raststätte oder Sie machens alle / Services de Elfriede Jelinek, Deutsches Schauspielhaus Hamburg
- 1994 – Pensión Schöller / La batalla de Carl Laufs / Wilhelm Jacoby, Volksbühne, Berlín
- 1993 – La dama del mar de Henrik Ibsen, Volksbühne, Berlín
- 1993 – La naranja mecánica de Anthony Burgess, Volksbühne, Berlín
- 1992 – El Rey Lear de William Shakespeare, Volksbühne, Berlín
- 1991 – John Gabriel Borkmann de Henrik Ibsen, Deutsches Theater Berlin, Berlín
- 1990 – Los bandidos de Friedrich Schiller, Volksbühne, Berlín
- 1989 – Miss Sara Sampson de Gotthold Ephraim Lessing, Bayrisches Staatsschauspiel München
- 1989 – Hamlet de William Shakespeare, Theater Köln
- 1988 – Das trunkene Schiff de Paul Zech, Volksbühne, Berlín
- 1986 – La construcción de Heiner Müller, Theater Karl-Marx-Stadt, Berlín
- 1985 – Nora de Henrik Ibsen, Theater Anklam, Anklam
- 1984 – La misión de Heiner Müller, Theater Anklam, Anklam

## Invitaciones a festivales y premios
- 1990: Invitación por la producción de Miss Sara Sampson (Bayerisches Staatsschauspiel) al Berlín Theatertreffen.
- 1991: Invitación por la producción de John Gabriel Borkman (Deutsches Theater de Berlín) al Berlín Theatertreffen.
- 1993: Invitación por la producción de El rey Lear (Volksbühne) al Berlín Theatertreffen.
- 1993: Premio Friedrich Luft del periódico Berliner Morgenpost por la producción Rheinische Rebellen.
- 1994: Premio Kortner Fritz, nombrado en honor como el líder alemán de dirección experimental de la posguerra.
- 1995: Invitación por la producción de Raststätte oder Sie machens alle (Deutsches Schauspielhaus Hamburg) al Berlín Theatertreffen.
- 1997: Invitación por la producción de  El general del diablo (Volksbühne) al Berlín Theatertreffen.
- 1999: Invitación por la producción de Manos sucías (Volksbühne) al Berlín Theatertreffen.
- 2000: Invitación por la producción de Los demonios (Volksbühne) al Berlín Theatertreffen.
- 2001:Invitación por la producción de Endstation Amerika (Volksbühne) al Berlín Theatertreffen.
- 2002: Invitación por la producción de Humillados y ofendidos (Volksbühne) al Berlín Theatertreffen.
- 2002: Premio Schiller de la ciudad de Mannheim
- 2003: Invitación por la producción de El Maestro y Margarita (Volksbühne/Festival Viena) al Berlín Theatertreffen.
- 2003: Llamado a la producción de A Electra le sienta bien el luto (Schauspielhaus Zurich) al Berlín Theatertreffen.
- 2003: Verdienstorden des Landes Berlin
- 2014: Oso de Berlín (B.Z.-Kulturpreis)
- 2014: Invitación por la producción de Viaje al fin de la noche al Berlín Theatertreffen.